# Anisaspoides gigantea
Anisaspoides gigantea är en spindelart som beskrevs av F. O. Pickard-Cambridge 1896. Anisaspoides gigantea ingår i släktet Anisaspoides och familjen Paratropididae. Inga underarter finns listade i Catalogue of Life.